# Herminie (Berlioz)
Herminie est la deuxième cantate composée par Hector Berlioz pour le Prix de Rome, en juillet 1828, pour soprano et orchestre. Le jeune compositeur remporte le second prix. Le thème du premier mouvement a ensuite été utilisé comme idée fixe dans la Symphonie fantastique en 1830.

## Composition
Hector Berlioz compose sa deuxième cantate pour le Prix de Rome en juillet 1828, sur le thème d'Herminie se couvrant des armes de Clorinde et, à la faveur de ce déguisement, sortant des murs de Jérusalem pour aller porter à Tancrède blessé les soins de son fidèle et malheureux amour, épisode de la Jérusalem délivrée du Tasse sur un poème de Pierre-Ange Vieillard,. Le 2 août 1828, le jury lui accorde le Second Grand Prix, ce qui « aurait dû lui assurer la victoire l'année suivante ».

## Présentation
Herminie, référencée H29 dans le catalogue des œuvres de Berlioz établi par le musicologue américain Dallas Kern Holoman, se présente comme une scène lyrique :
1. Introduction et récitatif —  « Quel trouble te poursuit, malheureuse Herminie ! » — Moderato ( = 72) en sol majeur, à quatre temps (noté ) ;
2. Aria —  « Ah ! si de la tendresse » — Adagio non troppo ( = 88) en ut majeur, à 
 ;
3. Récitatif —  « Que dis-je ? » — Lento ( = 84) à quatre temps (noté ) ;
4. Aria —  « Arrête ! Arrête ! Cher Tancrède » — Allegro assai agitato ( = 138 et poco animato al 144) en fa majeur, à deux temps (noté ) ;
5. Récitatif —  « Que Clorinde est heureuse » — Andante ( = 112) à quatre temps (noté ) ;
6. Aria —  « Venez ! Venez ! Terribles armes ! » — Allegro impetuoso vivace ( = 138) en mi majeur, à deux temps (noté ) ;
7. Prière —  « Dieu des chrétiens, toi que j'ignore » — Largo ( = 60) en sol majeur, à 
.

La partition, « d'un caractère frémissant » et « d'une vigueur guerrière et impétueuse », est brillamment orchestrée : Berlioz emploie 2 flûtes, 2 hautbois, 2 clarinettes et 2 bassons, pour les pupitres des vents, 4 cors (accordés aux tonalités de chaque mouvement) et 2 trompettes en Mi, pour les pupitres de cuivres. La percussion ajoute les cymbales aux timbales. Le quintette à cordes classique est composé des premiers violons, seconds violons, altos, violoncelles et contrebasses.

## Analyse
L'introduction orchestrale est « fondée sur un motif où apparaît déjà l'idée fixe de la Symphonie fantastique », et la fin de la cantate est également « du Berlioz authentique » avec « tout ce qu'il faut pour alarmer un jury. Par exemple, l'air final ne s'achève pas sur les traditionnelles vocalises et la non moins traditionnelle cadence parfaite à l'orchestre, mais par un diminuendo prolongé, évocateur du galop d'Herminie dans le lointain ». 
Non destinée à la représentation, publiée en 1903 par Charles Malherbe et Felix Weingartner pour le centenaire de la naissance du compositeur, Herminie est, comme Cléopâtre, très appréciée des sopranos et des mezzo-sopranos qui l'interprètent en concerts ou l'enregistrent souvent.

## Discographie
- Janet Baker (mezzo-soprano), orchestre symphonique de Londres dirigé par Colin Davis (1979, Philips 416 960-2).avec Cléopâtre, La Belle Voyageuse, Le Chasseur danois, La Captive, Le Jeune Pâtre breton et Zaïde.
- Mireille Delunsch, Orchestre des Champs-Élysées, dir. Philippe Herreweghe (Harmonia Mundi, 1994).
- Michèle Lagrange, Orchestre national de Lille, dir. Jean-Claude Casadesus (Harmonia Mundi, 1996) [enregistrement réalisé en octobre 1994].
- Aurélia Legay, Mahler Chamber Orchestra/Les Musiciens du Louvre, dir. Marc Minkowski (Deutsche Grammophon, 2002).
- Véronique Gens, Orchestre national des Pays de la Loire, dir. John Axelrod (Ondine, 2009/2010).

### Biographie
- Hector Berlioz, Mémoires, Paris, Flammarion, coll. « Harmoniques », 1991 (ISBN 978-2-7000-2102-8) présentés et annotés par Pierre Citron,
- Pierre Citron, Cahiers Berlioz no 4, Calendrier Berlioz, La Côte-Saint-André, Musée Hector-Berlioz, 2000 (ISSN 0243-3559).

### Monographies
- Pierre-René Serna, Berlioz de B à Z, Paris, Van de Velde, 2006, 264 p. (ISBN 2-85868-379-4)

### Articles et analyses
- Joël-Marie Fauquet, Catherine Massip et Cécile Reynaud (dir.), Berlioz : textes et contextes, Paris, Société française de musicologie, 2011, 326 p. (ISBN 978-2-853-57022-0).
Julian Rushton (trad. Catherine Massip), Le Prix de Rome : Berlioz et ses rivaux, p. 15–33.
Cécile Reynaud, Berlioz et les cantates du Prix de Rome, p. 59–69.
- David Charlton et Vincent Giroud, « Quelques nouvelles observations sur Herminie de Berlioz (1828) », dans Julia Lu et Alexandre Dratwicki (coord.), Le Concours du prix de Rome de musique (1803-1968), Lyon, Symétrie / Palazzetto Bru Zane, coll. « Perpetuum mobile », 2011, 904 p. (ISBN 978-2-914373-51-7, présentation en ligne), p. 439-453